# Gelasimus vocans
Gelasimus vocans is een krabbensoort uit de familie van de Ocypodidae. De wetenschappelijke naam van de soort werd in 1758 als Cancer vocans gepubliceerd door Carl Linnaeus.